# TensorFlow
TensorFlow is een gratis en open source softwarebibliotheek voor machine learning en kunstmatige intelligentie. Het kan voor verschillende taken worden gebruikt, maar heeft een bijzondere focus op het trainen van diepe neurale netwerken. TensorFlow is ontwikkeld door het Google Brain-team voor intern gebruik bij Google. De eerste versie was uitgebracht onder de Apache 2.0-licentie in 2015. Een geüpdatete versie, genaamd TensorFlow 2.0 was uitgebracht in september 2019. TensorFlow kan worden gebruikt in een breed scala aan programmeertalen. In de praktijk wordt met name Python, maar ook JavaScript, C++ en Java gebruikt. Deze flexibiliteit leent zich voor een scala aan toepassingen in veel verschillende sectoren.

## Tensor Processing Unit (TPU)
In mei 2016 kondigde Google zijn Tensor Processing Unit (tensorverwerkingseenheid) of TPU aan, een toepassingsspecifiek geïntegreerd circuit (ASIC) dat speciaal is gebouwd voor machine learning en is afgestemd op TensorFlow. Een TPU is een programmeerbare AI-accelerator die is ontworpen om een hoge doorvoer van lage-precisie berekeningen te bieden, en is gericht op het gebruiken of uitvoeren van modellen en niet op het trainen ervan. Google kondigde aan dat ze al meer dan een jaar TPU's in hun datacenters gebruikten. Hierbij had Google bevonden dat deze systemen een orde van grootte betere prestaties per watt leverden bij machinelearningtoepassingen.